# Miedziuniszki
Miedziuniszki – dawny folwark i zaścianek. Tereny, na których były położone, leżą obecnie na Białorusi, w obwodzie grodzieńskim, w rejonie oszmiańskim, w sielsowiecie Żuprany.

## Historia
W czasach zaborów w gminie Polany, w powiecie oszmiańskim, w guberni wileńskiej Imperium Rosyjskiego.
W latach 1921–1945 folwark i zaścianek leżały w Polsce, w województwie wileńskim, w powiecie oszmiańskim, w gminie Polany.
W 1931:
- folwark w 1 domu zamieszkiwało 8 osób[3].
- zaścianek w 1 domu zamieszkiwało 7 osób[3].

Wierni należeli do parafii rzymskokatolickiej w Żupranach. Miejscowość podlegała pod Sąd Grodzki w Oszmianie i Okręgowy w Wilnie; właściwy urząd pocztowy mieścił się w Żupranach.